# Никсон, Мэриан
Мэриан Никсон (англ. Marian Nixon, урождённая Мэриан Ниссинен (англ. Marian Nissinen), 20 октября 1904 — 13 февраля 1983) — американская актриса и танцовщица.

## Биография
Родилась в городе Сьюпириор (штат Висконсин, США). Свою карьеру начала в подростковом возрасте в качестве танцовщицы в водевилях. В 1923 году стартовала её кинокарьера, а год спустя Никсон была включена в список «WAMPAS Baby Stars» как одна из наиболее перспективных звёзд года. Актриса продолжала много сниматься на киноэкранах до середины 1930-х годов, появившись почти в семидесяти фильмах, среди которых «Руки вверх!» (1926), «Представление представлений» (1929), «Генерал Крек» (1930), «Ребекка с фермы Саннибрук» (1932) и «Облава» (англ., 1936).
Актриса четыре раза была замужем. Её первые два брака продлились всего несколько лет и завершились разводом. В 1934 году Никон вышла замуж кинорежиссёра Уильяма А. Сайтера, от которого в том же году родила сына. Их брак продлился до смерти Сайтера в 1974 году. В 1974 году 70-летняя Никсон вышла замуж за актёра Бена Лайона, который умер спустя пять лет.
Мэриан Никсон скончалась в феврале 1983 года от осложнений после операции на открытом сердце в возрасте 78 лет. Актриса похоронена на кладбище Форест-Лаун в калифорнийском Глендейле. Её вклад в американский кинематограф отмечен звездой на Голливудской аллее славы.